# Левин, Андрей Маркович
Андрей Маркович Левин (31 марта 1944, Москва — 8 апреля 2000, Москва) — советский и российский писатель и журналист. Член Союза писателей и Союза журналистов.

## Биография
В 1968 году окончил Институт стран Азии и Африки при Московском государственном университете имени М. В. Ломоносова по специальности востоковед-историк. Работал в ТАСС, затем собственным корреспондентом «Комсомольской правды» в странах Юго-Восточной Азии. Потом стал работать главным редактором русского издания журнала «Вьетнам».

## Книги
- Левин А. М. Кампучия: народ, который хотели убить. 1979.
- Левин А. М. Направление экспансии — юг. 1979.
- Левин А. М. Тайна «Запретного города». 1982.
- «Советский детектив», № 30. Володарский Л. В. «Снег» из Центральной Америки; Левин А. М. Жёлтый дракон Цзяо; Млечин Л. М. Картины города при вечернем освещении. — М.: Прогресс, 1990.